# Brent Everett
Brent Everett, pseudonimo di Dustin Germain (Saskatchewan, 10 febbraio 1984), è un attore pornografico e produttore cinematografico canadese di film di genere gay.

## Biografia
Ha eseguito più volte scene di bareback (rapporti sessuali non protetti), per varie case cinematografiche, ma la maggior parte di essi sono stati compiuti con il suo fidanzato Chase McKenzie, con il quale ha iniziato la sua carriera nel porno.
Per estendere ulteriormente la sua carriera nell'ambiente, Everett apre il suo sito web alla fine del 2004 il quale offre, agli abbonati, servizi speciali quali visione e download di video ed immagini esclusivi, diretta webcam ed un negozio online dove vengono proposti diversi articoli.

### Vita privata
Il 3 ottobre 2008 a San Diego, in California, convola a nozze con il suo fidanzato, l'attore pornografico Steve Pena, con una cerimonia privata. Divorzieranno poi nel 2017.

## Filmografia

### Video
- Navy Blues: Deeper in the Brig, regia di Chip Daniels (2003)
- My Overstuffed Jeans, regia di Brad Austin (2003)
- Manplay 10 (2003)
- Fantasy Cum True 4: Aaron's 19th Birthday, regia di Keith Griffith (2003)
- Fantasy Cum True: Sex Motel (2003)
- Cruisemaster Road Trip 5 (2003)
- Hard Heroes Pro Wrestling 2, regia di Ron Sexton (2003)
- Barebacking Across America, regia di Brad Flannery (2003)
- Cruising It, regia di Derek Kent (2003)
- Lookin' for Trouble, regia di Doug Jeffries (2004)
- Little Big League, regia di Doug Jeffries (2004)
- Brock Masters' Collector's Edition, regia di Chip Daniels (2004)
- BoyLand, regia di Dan Cross (2004)
- Bareboned Twinks, regia di Bryan Phillips (2004)
- Schoolboy Crush, regia di Bryan Phillips (2004)
- Wicked, regia di Chi Chi LaRue (2005)
- Super Soaked, regia di Chi Chi LaRue (2005)
- Sean Storm's Collector's Edition (2005)
- Wantin' More, regia di Brent Everett e Jimmy (2006)
- Starting Young 2, regia di Chi Chi LaRue (2006)
- Sized Up, regia di Chi Chi LaRue (2006)
- 2nd Inning: Little Big League II, regia di Doug Jeffries (2006)
- Vancouver Nights, regia di Jeremy Hall e Jesse Kiehl (2006)
- Naughty Boy's Toys, regia di Bryan Phillips (2006)
- Tender Teens (2010)
- Raising the Bar, regia di Chi Chi LaRue (2010)
- Fuck U, regia di Chi Chi LaRue (2010)
- Wetter Than Ever, regia di Doug Jeffries (2010)
- Grand Slam: Little Big League IV, regia di Doug Jeffries (2010)
- Cock Trap, regia di Chi Chi LaRue (2011)
- Take a Load Off, regia di Chi Chi LaRue (2011)
- Brother Fucker, regia di Chi Chi LaRue (2011)
- All About Big Cock, regia di Chi Chi LaRue (2012)
- Some Things Cum Up!, regia di Chi Chi LaRue (2012)
- Steven Daigle Mega-Stud (2013)
- Boy Meats Boy, regia di Chi Chi LaRue (2014)
- Inside Brent Everett, regia di Alter Sin (2016)

## Riconoscimenti
- Vincitore: Cybersocket Web Award – Best Live XXX Show (2009)
- Nomination: Cybersocket Web Award – Best Pornstar Website (2009)
- Vincitore: International Pornstar of the Year – Under 27 (2008)
- Prima posizione: Top 10 men in porn – JasonCurious.com (2007 & 2008)
- Approvazione unanime: Rock Hard Extreme – Herbal aphrodisiac
- Nomination: GAYVN Awards – Best Sex Comedy: Little Big League 2 (2007)
- Approvazione unanime: Maxpro Condoms
- Prima posizione: Top 5 men in porn – PornConfidential (2007 & 2008)
- Nomination: GAYVN Awards – Best Sex Scene: SuperSoaked (2006)
- Vincitore: Freshmen Magazine – Freshmen of the Year (2006)
- Grabby Awards 2011 – Best Actor[2]
- Grabby Awards 2011 – Performer of the Year(ex aequo con Samuel Colt)[2]